# Oah
Oah – singiel norweskiego piosenkarza, Alexandra Rybaka z jego drugiego albumu No Boundaries. Ukazał się 17 maja 2010 roku. Do singla nakręcono też teledysk.
Melodię skomponowali wspólnie Alexander Rybak, Markus Eriksen, Sebastian Dankel i Asmund Berge Jenssen, natomiast autorem tekstu jest Alexander Rybak.

## Historia wydań
| Państwo  | Data wydania | Format               |
| -------- | ------------ | -------------------- |
| Norwegia | 14 maja 2010 | CD, digital download |